# Thập niên 640
Thập niên 640 hay thập kỷ 640 chỉ đến những năm từ 640 đến 649.